# جمال باجندوح
جمال باجندوح (عربی: جمال با جندوح؛ زادهٔ ۲۲ اوت ۱۹۹۲) بازیکن فوتبال اهل عربستان سعودی است.
از باشگاه‌هایی که در آن بازی کرده‌است می‌توان به باشگاه فوتبال الاتحاد و تیم ملی فوتبال عربستان سعودی اشاره کرد.
وی همچنین در تیم ملی فوتبال عربستان سعودی بازی کرده‌است.